# DCBLD2
DCBLD2‏ (Discoidin, CUB and LCCL domain containing 2) هوَ بروتين يُشَفر بواسطة جين DCBLD2 في الإنسان.